# Alois Hitler mladší
Alois Hitler mladší (narozen jako Alois Matzelsberger; 13. ledna 1882 Vídeň – 20. května 1956 Hamburg) byl polorodý starší bratr německého diktátora Adolfa Hitlera.

## Život
Narodil se jako nemanželský syn celníka Aloise Hitlera a jeho milenky a pozdější druhé manželky Franzisky Matzelsbergerové. Po svatbě svých rodičů roku 1883 byl otcem legitimován. V témže roce jeho matka zemřela, Alois a jeho mladší sestra Angela pak vyrůstali u svého otce a jeho třetí ženy Kláry.
Ještě před otcovou smrtí opustil Alois mladší rodný dům. S mladším nevlastním bratrem Adolfem neměl příliš dobré vztahy. Později tvrdil, že nevlastní matka Klára upřednostňovala malého Adolfa, a že jej otec mnohdy bil i za Adolfovy prohřešky. Alois Hitler mladší měl technický talent, proto ho otec zpočátku plánoval poslat na studia, aby se stal inženýrem. Nakonec si to však rozmyslel a místo toho poslal syna do učení, které ale Alois nikdy nedokončil.
1900 byl Alois zatčen pro krádež a odsouzen k pěti měsícům ve vězení. Roku 1902 musel do vězení na dalších osm měsíců. Nakonec odcestoval roku 1905 do Londýna, kde se oženil s irskou dívkou Bridget Dowlingovou. Roku 1911 se jim narodil syn William Patrick Hitler. Alois často pil a bil svou ženu i syna. Roku 1915 opustil rodinu a vrátil se zpět do vlasti. Zde se oženil s Hedvigou Heidemannovou, níž měl dalšího syna Heinricha Hitlera. S první manželkou se ale nerozvedl, pročež byl roku 1924 obžalován z bigamie. Protože se Bridget k obžalobě nepřipojila, byl rozsudek šesti měsíců vězení podmíněně zrušen.
V období hospodářské krize se Alois živil v Německu různými příležitostnými pracemi. Roku 1934 si otevřel v Berlíně restauraci, která se stala oblíbenými místem pro setkávání příslušníků SA. S bratrem Adolfem nebyl od jeho vzestupu k moci v kontaktu. Jeho mladší syn Heinrich, zapálený nacista, se coby příslušník Wehrmachtu podílel na operaci Barbarossa a zemřel roku 1942 v ruském zajateckém táboře.
Po konci druhé světové války žil Alois s manželkou pod pozměněným příjmením Hiller v Hamburku, kde také zemřel.